# Tranvía de Eskişehir
EsTram (Eskişehir Tramvay) es un sistema de transporte de metro ligero de la ciudad de Eskişehir, Turquía. La construcción de EsTram comenzó en agosto de 2002 y quedó en servicio en diciembre de 2004- El sistema tiene una longitud de 15 km (doble línea) y opera con dos líneas principales: Otogar-SKK y Opera-Universidad Osmangazi. La red del  EsTram está destinada al transporte de pasajeros con una velocidad máxima de 50 km/h en tráfico mixto.